# Epiactis brucei
Epiactis brucei is een zeeanemonensoort uit de familie Actiniidae. De anemoon komt uit het geslacht Epiactis. Epiactis brucei werd in 1939 voor het eerst wetenschappelijk beschreven door Carlgren. 